# Cheviot (Nieuw-Zeeland)
Cheviot is een plaats in het Hurunui District in Canterbury, aan de oostkust van het zuidereiland van Nieuw-Zeeland. Cheviot ligt 110 kilometer ten noorden van Christchurch aan de Main North Line spoorlijn en Highway 1.

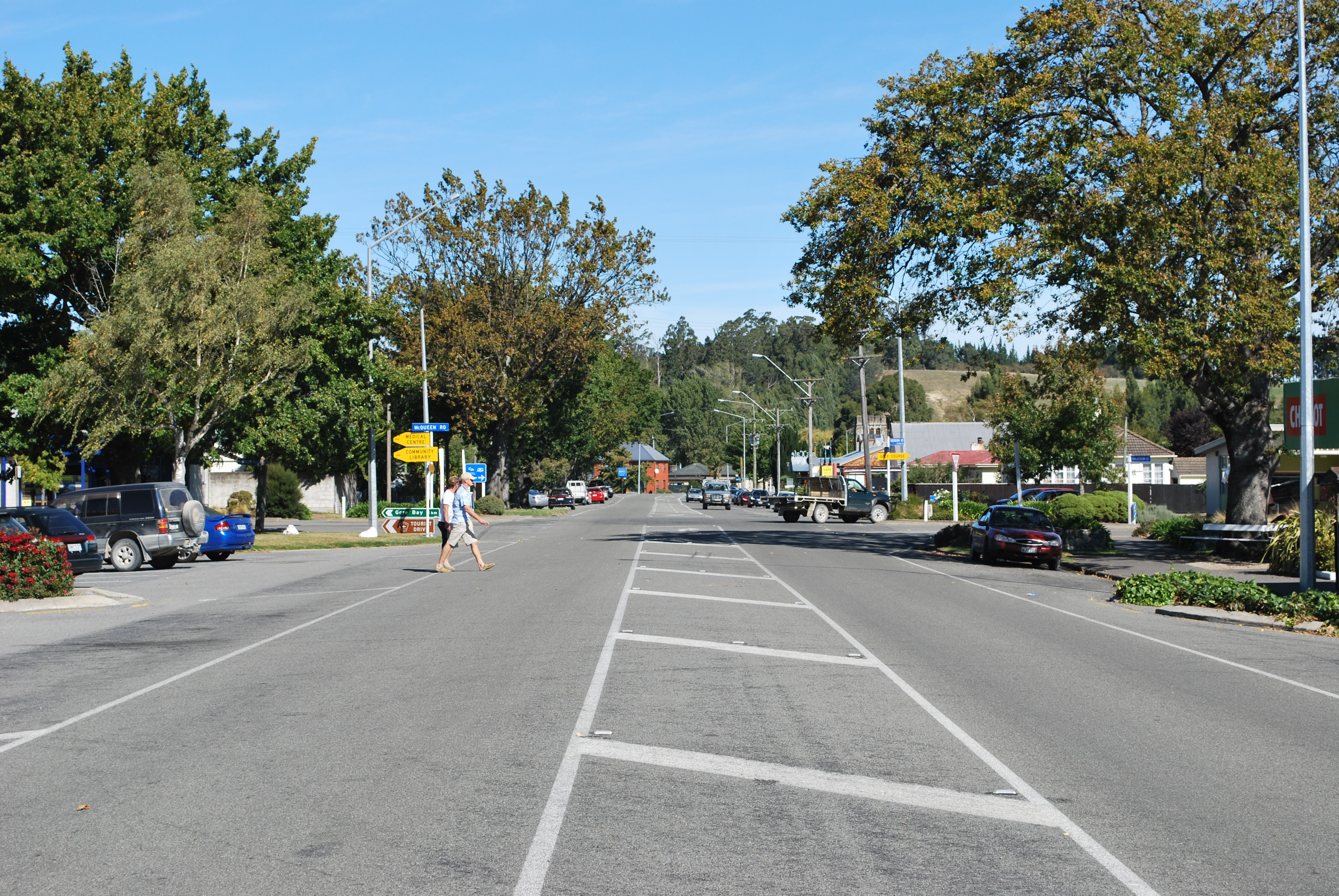
Main Street
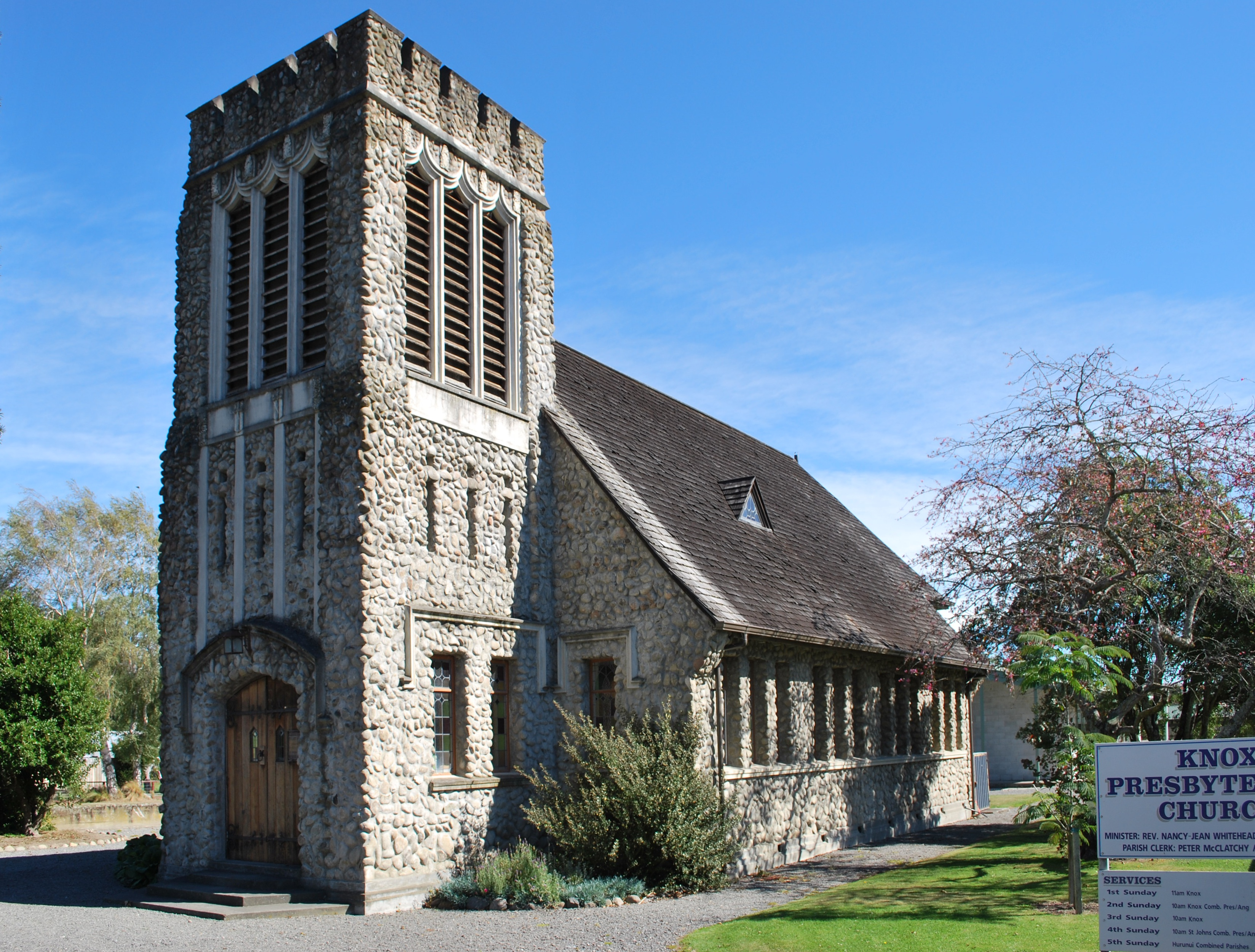
Presbyteriaanse kerk
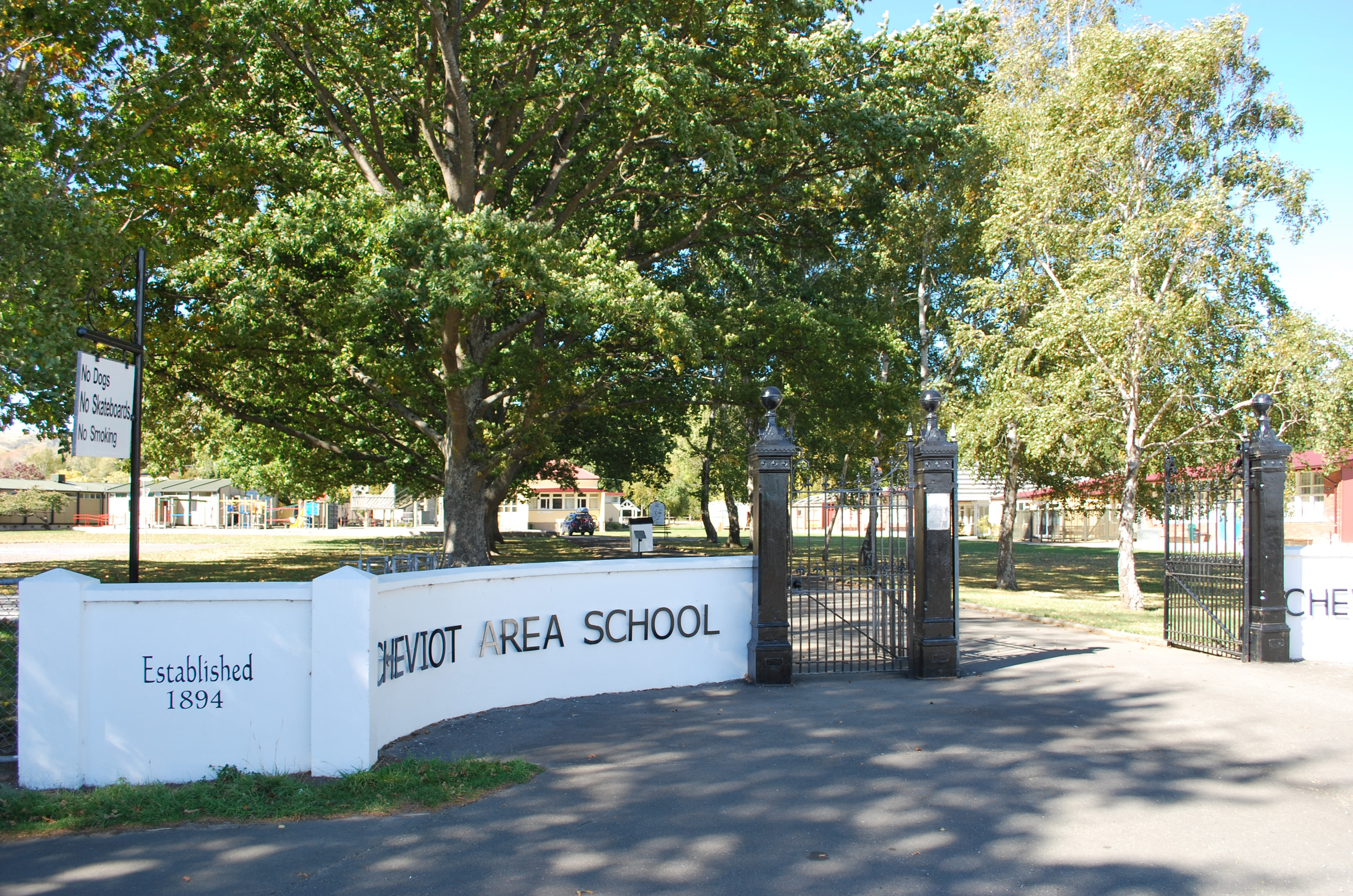
School in Cheviot